# Ugnen
Ugnen este o arie protejată (arie specială de conservare — SAC, sit de importanță comunitară — SCI, arie de protecție specială avifaunistică — SPA) din Suedia întinsă pe o suprafață de 311,1 ha, integral pe uscat.

## Localizare
Centrul sitului Ugnen este situat la coordonatele 57°14′38″N 18°07′54″E / 57.2439°N 18.1317°E.

## Înființare
Situl Ugnen a fost declarat sit de importanță comunitară în decembrie 1995 pentru a proteja 7 specii de animale. Alte tipuri de protecție:
- arie de protecție specială avifaunistică (în martie 1996)[2]
- arie specială de conservare (în martie 2011)[1][3][4]

## Biodiversitate
Situată în ecoregiunile boreală și marină baltică, aria protejată conține 12 habitate naturale: Fânețe de joasă altitudine (Alopecurus pratensis, Sanguisorba officinalis), Pajiști cu Molinia pe soluri calcaroase, turboase sau argilos-nămoloase (Molinion caeruleae), Dune de coastă fixe cu vegetație erbacee („dune gri”), Lacuri eutrofice naturale cu vegetație de tip Magnopotamion sau Hydrocharition, Taiga vestică, Terase mlăștinoase și terase nisipoase neacoperite de apă la reflux, Pajiști uscate seminaturale și facies de acoperire cu tufișuri pe substraturi calcaroase (Festuco-Brometalia) (* situri importante pentru orhidee), Salicornia și alte specii anuale care populează regiunile mlăștinoase și nisipoase, Pășuni de coastă din Baltica boreală, Vegetație perenă pe țărmurile stâncoase, Litoraluri nisipoase din Baltica boreală cu vegetație perenă, Pășuni din zone de pădure fino-scandinave.
La baza desemnării sitului se află mai multe specii protejate de  păsări (7): Branta leucopsis, Cygnus columbianus bewickii, lebădă de iarnă (Cygnus cygnus), ciocântors (Recurvirostra avosetta), chiră mică (Sterna albifrons), chiră de baltă (Sterna hirundo), Sterna paradisaea.